# 666 Desdemona
666 Desdemona là một tiểu hành tinh ở vành đai chính. Nó được August Kopff phát hiện ngày 23.7.1908 ở Heidelberg, và được đặt theo tên Desdemona, nhân vật trong vở kịch Othello của Shakespeare (có thể một phần do 2 chữ DM (Desdemona) trong tên tạm của tiểu hành tinh này